# 幸福湾站
幸福湾站位于中华人民共和国湖北省武汉市江岸区，是武汉地铁阳逻线的地铁车站，规划建设时曾名为“黄埔新城站”。

## 车站结构
车站位于幸福湾小区旁，规划孙家岗路与游湖一路交叉口，沿游湖一路南北方向布设，为地下二层岛式车站，共设4个出入口，2组风亭。车站采用明挖顺作法施工，车站主体长度为306.5m，标准段宽度为21.1m，标准段深度17.5m，端头井深度18.5m。

### 楼层分布
| 地面     | 地面               | 出入口                               |  |  |
| 地下一层 | 站厅               | 售票机、客服中心、武漢通充值、洗手間 |  |  |
| 地下二层 |                    | █ 阳逻线 往后湖大道（新荣）          |  |  |
|          | 岛式站台，左侧开门 |                                      |  |  |
|          |                    | █ 阳逻线 往金台（朱家河）            |  |  |

### 车站出口
|                                                 |            |      |  |
| 出口編號                                        | 設施       | 照片 |  |
| A                                               |            |      |  |
| B                                               | （未开放） |      |  |
| C                                               | （未开放） |      |  |
| D                                               |            |      |  |
| 注： 設有升降機 \| 設有輪椅升降台 \| 設有洗手間 |            |      |  |

## 鄰近地點
幸福湾小区、轨道交通1号线滕子岗站等。

### 内部链接
- 武汉地铁车站列表